# I-divisioona 2024
La I-divisioona 2024 è la 42ª edizione del campionato di football americano di secondo livello, organizzato dalla SAJL.

## Squadre partecipanti
| Club                 | Città    | Stadio | Sponsor ufficiale | Risultato nella stagione 2023 |
| -------------------- | -------- | ------ | ----------------- | ----------------------------- |
| East City Giants     | Helsinki |        |                   |                               |
| Oulu Northern Lights | Oulu     |        |                   |                               |
| Pirkkala Spartans    | Pirkkala |        |                   |                               |
| Tampere Saints       | Tampere  |        |                   |                               |

## Stagione regolare

### Calendario

#### 1ª giornata
| Pirkkala 8 giugno 2024, ore 16:00 | Pirkkala Spartans | 8 – 24 (0-12 8-12 0-0 0-0) referto | East City Giants | Pirkkalan keskuskenttä |

| Tampere 8 giugno 2024, ore 18:00 | Tampere Saints | 76 – 20 (21-8 7-0 34-12 14-0) referto | Oulu Northern Lights | Pyynikin urheilukenttä |

#### 2ª giornata
| Oulu 15 giugno 2024, ore 18:00 | Oulu Northern Lights | 14 – 0 (0-0 7-0 0-0 7-0) referto | Pirkkala Spartans | Castrenin urheilukeskus |

| Helsinki 16 giugno 2024, ore 14:00 | East City Giants | 34 – 55 (7-7 0-20 14-7 13-21) referto | Tampere Saints | Myllypuro nurmi 1 |

#### 3ª giornata
| Pirkkala 29 giugno 2024, ore 16:00 | Pirkkala Spartans | 0 – 75 (0-28 0-13 0-14 0-20) referto | Tampere Saints | Pirkkalan keskuskenttä |

| Helsinki 30 giugno 2024, ore 14:00 | East City Giants | 43 – 3 (14-0 13-0 6-3 7-0) referto | Oulu Northern Lights | Myllypuro nurmi 1 |

#### 4ª giornata
| Oulu 6 luglio 2024, ore 15:00 | Oulu Northern Lights | 12 – 70 (0-21 6-21 0-14 6-14) referto | Tampere Saints | Castrenin urheilukeskus |

| Helsinki 7 luglio 2024, ore 14:00 | East City Giants | 28 – 34 (14-0 14-0 0-7 0-27) referto | Pirkkala Spartans | Myllypuro nurmi 1 |

#### 5ª giornata
| Pirkkala 20 luglio 2024, ore 16:00 | Pirkkala Spartans | 14 – 3 (0-0 6-0 0-0 8-3) referto | Oulu Northern Lights | Pirkkalan keskuskenttä |

| Tampere 20 luglio 2024, ore 16:30 | Tampere Saints | 41 – 29 (7-8 14-14 0-0 20-7) referto | East City Giants | Pyynikin urheilukenttä |

#### 6ª giornata
| Tampere 26 luglio 2024, ore 18:00 | Tampere Saints | 41 – 27 (14-0 7-14 14-0 6-13) referto | Pirkkala Spartans | Pyynikin urheilukenttä |

| Oulu 27 luglio 2024, ore 15:00 | Oulu Northern Lights | 9 – 45 (0-14 7-14 2-14 0-3) referto | East City Giants | Castrenin urheilukeskus |

### Classifica
La classifica della regular season è la seguente:
- PCT = percentuale di vittorie, G = partite giocate, V = partite vinte, P = partite perse, PF = punti fatti, PS = punti subiti

| Pos. | Squadra              | PCT   | G | V | N | P | PF  | PS  |
| ---- | -------------------- | ----- | - | - | - | - | --- | --- |
| 1    | Tampere Saints       | 1.000 | 6 | 6 | 0 | 0 | 358 | 122 |
| 2    | East City Giants     | .400  | 6 | 3 | 0 | 3 | 203 | 150 |
| 4    | Pirkkala Spartans    | .333  | 6 | 2 | 0 | 4 | 83  | 185 |
| 3    | Oulu Northern Lights | .167  | 6 | 1 | 0 | 5 | 61  | 248 |

## Playoff

### Tabellone
|  | Semifinali | Semifinali           | Semifinali |                  |    | XL Spagettimalja | XL Spagettimalja | XL Spagettimalja |  |
|  |            |                      |            |                  |    |                  |                  |                  |  |
|  | 1          | Tampere Saints       | 63         |                  |    |                  |                  |                  |  |
|  | 1          | Tampere Saints       | 63         |                  |    |                  |                  |                  |  |
|  | 4          | Oulu Northern Lights | 0          |                  |    |                  |                  |                  |  |
|  | 4          | Oulu Northern Lights | 0          |                  | 1  | Tampere Saints   | 22               |                  |  |
|  |            |                      |            |                  | 1  | Tampere Saints   | 22               |                  |  |
|  |            |                      | 2          | East City Giants | 25 |                  |                  |                  |  |
|  | 2          | East City Giants     | 2          | East City Giants | 25 | 61               |                  |                  |  |
|  | 2          | East City Giants     |            |                  |    |                  |                  |                  |  |
|  | 3          | Pirkkala Spartans    | 20         |                  |    |                  |                  |                  |  |

### Semifinali
| Tampere 3 agosto 2024, ore 18:30 | Tampere Saints | 63 – 0 (7-0 28-0 21-0 7-0) referto | Oulu Northern Lights | Pyynikin urheilukenttä |

| Helsinki 4 agosto 2024, ore 17:00 | East City Giants | 61 – 20 (13-7 19-7 22-0 7-6) referto | Pirkkala Spartans | Myllypuro nurmi 1 |

### XL Spagettimalja
| Tampere 10 agosto 2024, ore 16:30 | Tampere Saints | 22 – 25 (7-0 3-16 0-9 12-0) referto | East City Giants | Pyynikin urheilukenttä |
| Chaves Jiménez 6':33" Q1 ( TD ) 20yd run Laine Q1 ( pat ) Laine 9':49" Q2 ( FG ) 23yd Chaves Jiménez 11':21" Q4 ( TD ) 2yd run Chaves Jiménez 6':18" Q4 ( TD ) 4yd pass run Marcatori Hautala 6':50" Q2 ( FG ) 28yd Moilanen 4':40" Q2 ( TD ) 5yd blocked punt return Hautala Q2 ( pat ) Blomqvist 1':32" Q2 ( TD ) 5yd pass run Miettunen 5':17" Q3 ( TD ) 14yd pass pass from Netter Hautala 1':40" Q3 ( FG ) 32yd |                | |                  |                        |
| |                | |                  |                        |
| Chaves Jiménez 6':33" Q1 (TD) 20yd run Laine Q1 (pat) Laine 9':49" Q2 (FG) 23yd Chaves Jiménez 11':21" Q4 (TD) 2yd run Chaves Jiménez 6':18" Q4 (TD) 4yd pass run | Marcatori      | Hautala 6':50" Q2 (FG) 28yd Moilanen 4':40" Q2 (TD) 5yd blocked punt return Hautala Q2 (pat) Blomqvist 1':32" Q2 (TD) 5yd pass run Miettunen 5':17" Q3 (TD) 14yd pass pass from Netter Hautala 1':40" Q3 (FG) 32yd |                  |                        |

## Verdetti
- East City Giants Vincitori dello Spagettimalja 2024

## Marcatori
| Giocatore      | Sq.                  | TD rush | TD recv | TD int | TD p.ret | TD k.ret | TD oth | Xp1   | Xp2 | FG  | Saf | Totale |
| -------------- | -------------------- | ------- | ------- | ------ | -------- | -------- | ------ | ----- | --- | --- | --- | ------ |
| Chaves Jiménez | Tampere Saints       | 12+8    | 2       | 0      | 0        | 0        | 0      | 0     | 1   | 0   | 0   | 134    |
| 2 giocatori    | 60                   |         |         |        |          |          |        |       |     |     |     |        |
| Alakoski       | Tampere Saints       | 0       | 6+1     | 0      | 0        | 0        | 0      | 10    | 0   | 0   | 0   | 52     |
| Blomqvist      | East City Giants     | 1+1     | 4+2     | 0      | 0        | 0        | 0      | 0     | 1   | 0   | 0   | 50     |
| Laine          | Tampere Saints       | 0       | 0+1     | 0      | 0        | 0        | 0      | 28+10 | 0   | 0+1 | 0   | 47     |
| Hömppi         | East City Giants     | 0       | 6+1     | 0      | 0        | 0        | 0      | 0     | 0   | 0   | 0   | 42     |
| 2 giocatori    | 36                   |         |         |        |          |          |        |       |     |     |     |        |
| Kivisaari      | East City Giants     | 0       | 5       | 0      | 0        | 0        | 0      | 0     | 1   | 0   | 0   | 32     |
| Hautala        | East City Giants     | 0       | 0       | 0      | 0        | 0        | 0      | 16+6  | 0   | 1+2 | 0   | 31     |
| 3 giocatori    | 24                   |         |         |        |          |          |        |       |     |     |     |        |
| Lehtiö         | Tampere Saints       | 0       | 0       | 2      | 0        | 0        | 1      | 0     | 0   | 0   | 0   | 18     |
| Tuhkanen       | Tampere Saints       | 0       | 2       | 0      | 0        | 0        | 0      | 0     | 1   | 0   | 0   | 14     |
| 3 giocatori    | 12                   |         |         |        |          |          |        |       |     |     |     |        |
| Aalto          | Pirkkala Spartans    | 0       | 1       | 0      | 0        | 0        | 0      | 1+2   | 0   | 0   | 0   | 9      |
| 3 giocatori    | 8                    |         |         |        |          |          |        |       |     |     |     |        |
| 21 giocatori   | 6                    |         |         |        |          |          |        |       |     |     |     |        |
| Savolainen     | Pirkkala Spartans    | 0       | 0       | 0      | 0        | 0        | 0      | 4     | 0   | 0   | 0   | 4      |
| Tervaskanto    | Oulu Northern Lights | 0       | 0       | 0      | 0        | 0        | 0      | 0     | 0   | 1   | 0   | 3      |
| 4 giocatori    | 2                    |         |         |        |          |          |        |       |     |     |     |        |

- Miglior marcatore della stagione regolare: Chaves Jiménez ( Tampere Saints), 86
- Miglior marcatore dei playoff: Chaves Jiménez( Tampere Saints), 48
- Miglior marcatore della stagione: Chaves Jiménez ( Tampere Saints), 134

## Passer rating
La classifica tiene in considerazione soltanto i quarterback con almeno 10 lanci effettuati.
| Giocatore  | Sq.                  | G   | Att    | Comp   | Int | Yds      | TD   | NFL    | NCAA   |
| ---------- | -------------------- | --- | ------ | ------ | --- | -------- | ---- | ------ | ------ |
| Robbins    | Tampere Saints       | 6+1 | 121+5  | 63+0   | 3+0 | 1257+0   | 20+0 | 114,98 | 181,42 |
| Netter     | East City Giants     | 6+2 | 301+68 | 147+36 | 8+3 | 1895+565 | 25+7 | 87,68  | 128,25 |
| Rajalakso  | Tampere Saints       | 4+1 | 32+20  | 10+11  | 0+0 | 194+145  | 4+0  | 88,54  | 120,53 |
| Olney      | Pirkkala Spartans    | 2+1 | 50+30  | 22+7   | 1+2 | 311+167  | 4+2  | 66,56  | 103,70 |
| Al-Kubaisi | Oulu Northern Lights | 2   | 33     | 12     | 1   | 206      | 0    | 45,77  | 82,74  |
| Vahla      | East City Giants     | 3+1 | 19+7   | 8+4    | 2+1 | 114+25   | 1+0  | 36,06  | 80,68  |
| Tolonen    | Pirkkala Spartans    | 3   | 63     | 13     | 2   | 287      | 1    | 38,13  | 57,79  |
| Id         | Oulu Northern Lights | 5+1 | 68+23  | 14+5   | 2+1 | 180+27   | 0+0  | 25,85  | 33,39  |
| Tiainen    | Pirkkala Spartans    | 1+1 | 14+1   | 3+0    | 2+0 | 27+0     | 0+0  | 0,00   | 8,45   |

- Miglior QB della stagione regolare: Robbins ( Tampere Saints), 188,90
- Miglior QB dei playoff: Netter ( East City Giants), 147,88
- Miglior QB della stagione: Robbins ( Tampere Saints), 181,42